# 送水节
送水節是柬埔寨一個重要的節目，即水燈節在該國的本土化，於每年佛曆12月15日，公曆11月、雨季結束月圓時慶祝，共三日。每年五月開始的雨季，為湄公河帶來大量雨水。部分河水倒灌進洞里薩湖。雨季結束，魚蝦隨湖水湧進河中，農民把豐收的水送出海，迎接收獲季節到來。
其中一項活動是傳統的划艇比賽，以紀念昔日高棉帝國水兵的強大：當年闍耶跋摩七世親率海軍出戰，打敗占婆軍隊，凱旋還朝。其他活動包括晚上拜月、吃扁米（糯米炒熟後舂扁的食品）、放水燈、煙花和游燈船。可是，佛教僧侶是禁止參與節日的，以防止違反色戒的行為。
2010年在首都金邊的送水節慶祝活動中，金边钻石岛由于桥晃动引发群众恐慌，发生金邊踩踏事故，导致至少347人死亡，另有至少395人受伤。